# Alchemilla espotensis
Alchemilla espotensis é uma espécie de rosácea do gênero Alchemilla, pertencente à família Rosaceae.